# Спиридонов, Лев Николаевич
Лев Николаевич Спиридонов (11 августа 1931 года, Москва — 11 марта 2009 года, там же) — советский партийный работник и журналист, Генеральный директор ТАСС.

## Биография
Окончил философский факультет МГУ в 1955 году. Кандидат философских наук.
Член КПСС с 1956 года. В конце 1950-х на комсомольской работе, заместитель председателя Комитета молодёжных организаций СССР. В 1960—1965 годах на дипломатической работе (Того, Дагомея).
С 1968 на партийной работе, в аппарате Московского горкома КПСС, в отделе пропаганды ЦК КПСС.
В течение 11 лет был главным редактором газеты «Московская правда» (1972—1982).
Затем вернулся на партийную работу, трудился в аппарате ЦК КПСС, с 1985 года — секретарём Московского горкома КПСС по международным связям.
Четыре года работал первым заместителем главного редактора газеты «Правда» (1986—1990).
Участник XXVII съезда КПСС и XIX Всесоюзной партконференции. Кандидат в члены ЦК КПСС (1986—1990).
Генеральный директор ТАСС (ноябрь 1990 — август 1991).
В конце 1990-х — начале 2000-х работал в Ассоциации международных автомобильных перевозчиков (заместителем генерального директора), возглавлял редакцию отраслевого журнала.
Похоронен в Москве на Химкинском кладбище.

## Награды
- Орден Трудового Красного Знамени
- Орден Дружбы народов (14 ноября 1980 года) — за большую работу по подготовке и проведению Игр XXII Олимпиады[8]